# Большой риск
«Большой риск» (англ. High Risk) — художественный фильм Стюарта Рэффила с Энтони Куинном в главной роли. Известен также под названием «Удовлетворение» (англ. Satisfaction).

## Сюжет
Четверо американских друзей, остро нуждаясь в деньгах, решают отправиться в Колумбию, чтобы украсть у местного наркоторговца 5000000 $. Им довольно легко удаётся украсть деньги, но вскоре у них возникает проблема с тем, как выбраться из страны — наркоторговец и его бандиты во что бы то ни стало хотят вернуть деньги обратно.

## В ролях
- Энтони Куинн — Мариано
- Джеймс Бролин — Стоун
- Линдси Вагнер — Оливия
- Джеймс Коберн — Серрано
- Эрнест Боргнайн — Клинт
- Кливон Литтл — Рокни

## Интересные факты
- Фильм основан на статьях из журнала «Soldier of Fortune».